# Ново-Михнёво
Ново-Михнёво — деревня в Рамешковском районе Тверской области.

## География
Находится в восточной части Тверской области на расстоянии приблизительно 17 км на юг-юго-восток по прямой от районного центра поселка Рамешки.

## История
Известна с 1678 года как владение Никифора Андреевича Ресина. В 1709 году — также во владении семьи Ресиных; 2 крестьянских двора, 2 бобыльских дома. К дворянам Трубниковым деревня перешла в конце XVIII века. В 1859 году в русской владельческой деревне Михнево 16 дворов, в 1887 — 39. В версте от Михнева значилась еще владельческая деревня Новая, в ней в это время было 10 дворов, 79 жителей. В советское время работали совхоз «Заря свободы», колхозы «Заря свободы», «Новиково» и «Вперед». В 2001 году в деревне 1 дом постоянного жителя и 16 домов — собственность наследников и дачников. До 2021 входила в сельское поселение Застолбье Рамешковского района до их упразднения.

## Население
Численность населения: 79 человек (1859 год), 201 (1887), 4 (1989), 10 (русские 100 %) в 2002 году, 1 в 2010.